# Sobrado do Toledo
O Sobrado do Toledo é uma construção histórica da cidade de Iguape, no estado de São Paulo. Foi construído no século XIX em arquitetura colonial e está tombado pelo Instituto do Patrimônio Histórico e Artístico Nacional (IPHAN) e pelo Conselho de Defesa do Patrimônio Histórico (Condephaat).

## Histórico

### Fundação
Após o fim de um período de estagnação em decorrência do fim do ciclo do ouro na atual região de Iguape, o município voltou a enriquecer por causa da expansão do cultivo de arroz durante o século século XVIII e XIX. O sobrado dos Toledo foi construído na primeira metade do século XIX para ser residência de José Carlos de Toledo, que havia enriquecido com o arroz.
Após a morte de José Carlos de Toledo, o prédio foi confiscado pela Justiça e em 17 de setembro de 1879, o seu genro, Arlindo Carneiro de Araújo Aguiar, e os seus filhos, José Carlos de Toledo Júnior e Antônio Carlos de Toledo, adquiriram o sobrado do Juízo Municipal de Iguape.

### Século XX
Em 25 de outubro de 1918, Antônio Carlos de Toledo Junior e outros venderam as suas partes para Ana de Toledo Aguiar, também filha de José Carlos de Toledo. Devota do Bom Jesus, ela e os seus filhos Arlindo de Aguiar Júnior, Júlio de Toledo Aguiar e outros fizeram a doação do sobrado ao Santuário de Iguape em 1931, para que abrigasse romeiros durante as festividades do Bom Jesus, época em que o edifício ficou conhecido como Sobrado do Santo.
Depois de alguns anos, o edifício foi dividido e alugado para diversos empreendimentos como clubes, bares, associações e um cine teatro, consta que no local, funcionaram na década de 1920 os clubes “Chuveiro de Ouro” e “Grêmio Flor de Açucena”, no pavimento superior; e o bar de "Maneco Gatto", no andar inferior. Em 2010, após uma torrencial chuva na região, toda a cobertura desabou, destruindo também os assoalhos dos pisos do primeiro e segundo pavimentos.

### Restauração
O edifício estava abandonado até 2018, quando a edificação passou por restaurações realizadas com recursos do PAC Cidades Históricas, programa do Governo Federal, realizado por intermédio do Instituto do Patrimônio Histórico e Artístico Nacional (IPHAN). A previsão de investimentos para a realização das obras de restauro tanto do Sobrado do Toledo quanto do Paço Municipal giram em torno de R$10.000.000.
Durante a restauração do sobrado, foram realizadas escavações arqueológicas no local que constataram a existência de objetos pertencentes ao auge econômico de Iguape durante o século XIX. Dentre eles, foram descobertas moedas do fim do império, tinteiro de grés, fragmento de escova de dente confeccionada em osso, cachimbos, variados fragmentos de porcelana e cerâmica, frascos de vidros de perfume e remédios, além de uma coleção de botões e um brinco de prata.

## Tombamento
É tombado pelo Condephaat, processo nº 00469/1974, resolução de 06.02.1975, inscrição no Livro de Tombo nº 93, p. 11, de 17 de fevereiro de 1975; e situa-se no perímetro tombado pelo IPHAN, conforme Edital de Notificação publicado no DOU de 12.11.2009, Processo de Tombamento nº 1.584-T-09, com inscrição no Livro de Tombo Histórico e no Livro do Tombo Arqueológico, Etnográfico e Paisagístico.